# Ruellia paulayana
Ruellia paulayana är en akantusväxtart som beskrevs av Friedrich Vierhapper. Ruellia paulayana ingår i släktet Ruellia och familjen akantusväxter. Inga underarter finns listade i Catalogue of Life.